# Les Silver d'Argent
 (août 2017).
Si vous disposez d'ouvrages ou d'articles de référence ou si vous connaissez des sites web de qualité traitant du thème abordé ici, merci de compléter l'article en donnant les références utiles à sa vérifiabilité et en les liant à la section « Notes et références ».
Les Silver d'Argent était un groupe de rock français notamment animé par Patrick Gérard dit Bottom au chant (ex Dee Dees, dernièrement dans Los Pelos), et le dessinateur Charlie Schlingo dont il fut l'un des auteurs, mais aussi chanteur, batteur... et poète, puisqu'il profitait des concerts pour gratifier le public, entre les chansons, de ses poèmes inénarrables (Mon Slip, Désuétude...). Les chansons sont marquées, comme les BD de Schlingo, par un imaginaire absurde, animalier ("Je suis un hippopotame") ou alimentaire ("Moi je mange mes godasses"), par des angoisses festives, par un mauvais goût candide et par des terreurs corporelles qui s'expriment par une joie enfantine.
Les autres membres du groupe : le dessinateur Joko dit Dirty Henry (saxophone-chant), Christophe Tronchet (guitare), Jean-Marc Guégen (accordéon), Dominique "Post" Garnier (basse), Patrick "Blanco" Blanc (batterie) et le dessinateur Stéphane Rosse (chanteur muet).

## Discographie

### Albums
- Simplicitude (1993) Next Music
- Laver les saucisses (1995) Saravah

### Singles
- Du Boulot / Petite Lise (1989) Possible Musique
- Le Cochon Rose / Hippopotame (1996) Saravah